# تصفيات بطولة آسيا تحت 16 سنة لكرة القدم 2014
تصفيات بطولة آسيا تحت 16 سنة لكرة القدم 2014 هي المرحلة المؤهلة إلى نهائيات بطولة آسيا تحت 16 سنة لكرة القدم 2014، والتي أقيمت في تايلاند. عقدت قرعة المنافسات يوم 26 أبريل 2013 في العاصمة الماليزية كوالالمبور.

## الشكل
اشترك ما مجموعه 43 منتخباً في التصفيات المؤهلة وتم توزيع الفرق على عشر مجموعات حيث تضم خمسة إلى أربعة فرق. تحتوي المنطقة الغربية على فرق من غرب آسيا وجنوب/وسط آسيا ولديها مجموعة واحدة من خمس فرق وخمس مجموعات تتألف من أربع فرق، بينما تحتوي المنطقة الشرقية على فرق من شرق آسيا وإقليم آسيان ولها مجموعتين مكونتين من خمس فرق ومجموعتين تضمان أربع فرق. تم تصنيف المنتخبات وفقاً لأدائهم في النسخة الماضية في 2012. بعد التباري مرة واحدة ضد كل خصم في مكان محدد مسبقاً، تأهل إلى النهائيات متصدري المجموعات العشرة بالإضافة إلى الفرق الخمسة أصحاب المركز الثاني عن كل المجموعات.
|                                | مستوى 1                                            | مستوى 2                                                             | مستوى 3                                                     | مستوى 4                                                       | مستوى 5        |
| ------------------------------ | -------------------------------------------------- | ------------------------------------------------------------------- | ----------------------------------------------------------- | ------------------------------------------------------------- | -------------- |
| منطقة آسيا (المجموعات أ–ر)     | إيران · العراق · الكويت · عمان · سوريا · أوزبكستان | البحرين · الهند · قطر · السعودية · الإمارات العربية المتحدة · اليمن | أفغانستان · بنغلاديش · نيبال · باكستان · فلسطين · طاجيكستان | الأردن · قرغيزستان · لبنان · المالديف · سريلانكا · تركمانستان | بوتان          |
| منطقة شرق آسيا (المجموعات ص–ف) | أستراليا · الصين · اليابان · كوريا الجنوبية        | إندونيسيا · لاوس · كوريا الشمالية · سنغافورة                        | هونغ كونغ · ماليزيا · ميانمار · فيتنام                      | تايبيه الصينية · غوام · جزر ماريانا الشمالية · الفلبين        | بروناي · ماكاو |

- تايلاند تأهلت مباشرة إلى النهائيات كونها المضيف.
- المنتخبات التالية قررت عدم المشاركة:
  -  كمبوديا
  -  منغوليا
  -  تيمور الشرقية

## أهلية اللاعبين
يحق فقط لللاعبين الذين ولدوا في أو بعد 1 يناير 1998 اللعب في التصفيات.

## كسر التعادل
في حال تعادل فريقين أو أكثر بالنقاط بعد انتهاء مباريات المجموعة، تطبق المعايير التالية لتحديد المراتب.
1. أكبر عدد من النقاط التي تم إحرازها في مباريات المجموعة بين الفرق المعنية؛
2. فارق الأهداف الناتج عن مباريات المجموعة بين الفرق المعنية؛
3. أكبر عدد من الأهداف المسجلة في مباريات المجموعة بين الفرق المعنية؛
4. فارق الأهداف في جميع مباريات المجموعة؛
5. أكبر عدد من الأهداف المسجلة في كل مباريات المجموعة؛
6. ركلات الجزاء الترجيحية إذا كان التعادل بين فريقين فقط وعلى أرض الملعب؛
7. أقل نتيجة محتسبة وفقاً لعدد البطاقات الصفراء والحمراء التي تلقاها الفريق في مباريات المجموعة؛
8. سحب القرعة.

## المجموعات

### المجموعة أ
- لعبت المباريات في الكويت (ت ع م+3).

| فريق      | لعب | ف | ت | خ | له | عليه | ف.أ | نقاط |
| --------- | --- | - | - | - | -- | ---- | --- | ---- |
| الكويت    | 4   | 4 | 0 | 0 | 14 | 3    | +11 | 12   |
| طاجيكستان | 4   | 2 | 1 | 1 | 19 | 3    | +16 | 7    |
| الهند     | 4   | 2 | 1 | 1 | 14 | 5    | +9  | 7    |
| لبنان     | 4   | 1 | 0 | 3 | 6  | 16   | −10 | 3    |
| بوتان     | 4   | 0 | 0 | 4 | 3  | 29   | −26 | 0    |

| طاجيكستان            | 1–1   | الهند                            |
| -------------------- | ----- | -------------------------------- |
| كرامت الله سيدوف 36' | تقرير | بروسنجيت تشاكرابورتي 56' (ركلة.) |

| بوتان                                           | 2–4   | لبنان                                                              |
| ----------------------------------------------- | ----- | ------------------------------------------------------------------ |
| سامتن نوربو 90' · نغاوانغ تشيرينغ 90+3' (ركلة.) | تقرير | علي خروبي 11' · أمين الدبك 32' · أمير أبو فاخر 53' · رالف خياط 75' |

| لبنان       | 1–5   | الكويت                                                                                  |
| ----------- | ----- | --------------------------------------------------------------------------------------- |
| حكمت زين 7' | تقرير | خالد العنزي 5'، 16' · سالم البريكي 43' · عبد العزيز الهداية 66' · عبد العزيز أحمد 90+1' |

| بوتان | 0–12  | طاجيكستان |
| ----- | ----- | --- |
|       | تقرير | حاكمجان حسنوف 13' · حسن محمدجاني 19'، 27' · رستم طالبوف 20'، 49'، 61' · خداداد أوزاكوف 60' · صابرجان غولياكوف 66'، 67'، 69'، 89' · همت الله مالودوستوف 76' |

| الكويت                                                          | 5–0   | بوتان |
| --------------------------------------------------------------- | ----- | ----- |
| خالد العنزي 10'، 18' · سالم البريكي 43'، 76' · مشعل الصليلي 57' | تقرير |       |

| الهند                                                                     | 4–1   | لبنان         |
| ------------------------------------------------------------------------- | ----- | ------------- |
| نور الدين 10' · جاياناندا سينغ 45+1' · أنيرود تابا 62' · بيداشور سينغ 66' | تقرير | علي خروبي 58' |

| الهند | 8–1   | بوتان            |
| --- | ----- | ---------------- |
| جاياناندا سينغ 5' · بروسنجيت تشاكرابورتي 13'، 31'، 48' · جيري لالرينزوالا 19' · بيداشور سينغ 42' · إدموند لالرينديكا 73' · نور الدين 76' | تقرير | يويسيل دورجي 41' |

| طاجيكستان | 1–2   | الكويت                              |
| --------- | ----- | ----------------------------------- |
|           | تقرير | بدر الناصر 42' · يوسف الرشيدي 90+1' |

| لبنان | 0–5   | طاجيكستان                                                                           |
| ----- | ----- | ----------------------------------------------------------------------------------- |
|       | تقرير | خداداد أوزاكوف 14'، 33' · حسن محمدجاني 16' · رستم طالبوف 41' · صابرجان غولياكوف 83' |

| الكويت                                      | 2–1   | الهند             |
| ------------------------------------------- | ----- | ----------------- |
| خالد العنزي 9' · سالم البريكي 45+2' (ركلة.) | تقرير | كريشنا بانديت 66' |

### المجموعة ب
- لعبت المباريات في أوزبكستان (ت ع م+5).

| فريق      | لعب   | ف     | ت     | خ     | له    | عليه  | ف.أ   | نقاط  |
| --------- | ----- | ----- | ----- | ----- | ----- | ----- | ----- | ----- |
| أوزبكستان | 2     | 2     | 0     | 0     | 13    | 0     | +13   | 6     |
| اليمن     | 2     | 1     | 0     | 1     | 3     | 5     | −2    | 3     |
| فلسطين    | 2     | 0     | 0     | 2     | 1     | 12    | −11   | 0     |
| المالديف  | انسحب | انسحب | انسحب | انسحب | انسحب | انسحب | انسحب | انسحب |

| اليمن                                           | 3–1   | فلسطين         |
| ----------------------------------------------- | ----- | -------------- |
| وليد أحمد 28' · عمر عبد الله 52' · علي يحيى 55' | تقرير | نضال عطعوط 78' |

| فلسطين | 0–9   | أوزبكستان |
| ------ | ----- | --- |
|        | تقرير | بكر مرتضى ييف 4' · جونيبيك كوتشيموف 7'، 26' (ركلة.) · شوخراب نور الله ييف 50'، 77' · أويبيك نورماتوف 52' · آزادبيك قربانوف 67' · عزيزجان غنييف 83' (ركلة.)، 90+2' |

| أوزبكستان                                                               | 4–0   | اليمن |
| ----------------------------------------------------------------------- | ----- | ----- |
| جونيبيك كوتشيموف 11'، 52' · معروف جمعة ييف 58' · شاهرخ محمودحجييف 90+5' | تقرير |       |

### المجموعة ج
- لعبت المباريات في نيبال (ت ع م+5:45).

| فريق       | لعب | ف | ت | خ | له | عليه | ف.أ | نقاط |
| ---------- | --- | - | - | - | -- | ---- | --- | ---- |
| نيبال      | 3   | 2 | 1 | 0 | 8  | 2    | +6  | 7    |
| البحرين    | 3   | 2 | 0 | 1 | 5  | 4    | +1  | 6    |
| العراق     | 3   | 1 | 1 | 1 | 11 | 5    | +6  | 4    |
| تركمانستان | 3   | 0 | 0 | 3 | 2  | 15   | −13 | 0    |

| العراق | 8–1   | تركمانستان          |
| --- | ----- | ------------------- |
| سجاد المشرفاوي 10'، 59'، 84' (ركلة.) · رامي الشميلاوي 68' · علي يوسف طعيمة 78' · ميسر محمد كاطع 80'، 87' · مصطفى محسن عطية 90' | تقرير | أكمحمد ميتداييف 22' |

| البحرين | 0–2   | نيبال                                 |
| ------- | ----- | ------------------------------------- |
|         | تقرير | أنجان بيستا 12' · أنانتا تامانغ 45+3' |

| تركمانستان          | 1–3   | البحرين                                          |
| ------------------- | ----- | ------------------------------------------------ |
| أكمحمد ميتداييف 15' | تقرير | محمد جاسم المرهون 12'، 45+1' · سيد محمد أمين 53' |

| نيبال                             | 2–2   | العراق                                    |
| --------------------------------- | ----- | ----------------------------------------- |
| بيمال ماغار 50' · أنجان بيستا 70' | تقرير | حسام حسن محمود 15' · أمير صباح خضير 45+2' |

| العراق              | 1–2   | البحرين                              |
| ------------------- | ----- | ------------------------------------ |
| محمد عبد الهادي 40' | تقرير | محمد جاسم المرهون 9' · محمد نسيم 14' |

| نيبال                                           | 4–0   | تركمانستان |
| ----------------------------------------------- | ----- | ---------- |
| بيمال ماغار 45+2'، 51'، 82' · دينش راجبانشي 75' | تقرير |            |

### المجموعة د
- لعبت المباريات في الأردن (ت ع م+3).

| فريق      | لعب | ف | ت | خ | له | عليه | ف.أ | نقاط |
| --------- | --- | - | - | - | -- | ---- | --- | ---- |
| السعودية  | 3   | 2 | 1 | 0 | 4  | 1    | +3  | 7    |
| سوريا     | 3   | 1 | 2 | 0 | 7  | 4    | +3  | 5    |
| أفغانستان | 3   | 1 | 0 | 2 | 2  | 6    | −4  | 3    |
| الأردن    | 3   | 0 | 1 | 2 | 6  | 8    | −2  | 1    |

| السعودية                                          | 2–0   | أفغانستان |
| ------------------------------------------------- | ----- | --------- |
| إبراهيم أبو شايع 36' (ركلة.) · مشهور عبد الله 70' | تقرير |           |

| سوريا                                                                     | 4–4   | الأردن                                                                    |
| ------------------------------------------------------------------------- | ----- | ------------------------------------------------------------------------- |
| محمود كبابي 38' · عبد الرحمن بركات 53' · محمد الحلاق 73' · محمد جدوعة 89' | تقرير | محمد الملوخ 32' · بهاء الجعافرة 43' · محمد أبو عبيد 80' · أحمد طنوس 90+2' |

| أفغانستان | 0–3   | سوريا                                   |
| --------- | ----- | --------------------------------------- |
|           | تقرير | محمد جدوعة 69' · محمد الحلاق 89'، 90+3' |

| الأردن             | 1–2   | السعودية                                 |
| ------------------ | ----- | ---------------------------------------- |
| يوسف أبو جلبوش 42' | تقرير | راشد السالم 56' · إبراهيم أبو شايع 90+5' |

| سوريا | 0–0   | السعودية |
| ----- | ----- | -------- |
|       | تقرير |          |

| أفغانستان                             | 2–1   | الأردن          |
| ------------------------------------- | ----- | --------------- |
| عتيق الله وزيري 50' · أحمد منصوري 67' | تقرير | جابر شديفات 10' |

### المجموعة ر
- لعبت المباريات في باكستان (ت ع م+6).

| فريق                     | لعب | ف | ت | خ | له | عليه | ف.أ | نقاط |
| ------------------------ | --- | - | - | - | -- | ---- | --- | ---- |
| إيران                    | 3   | 3 | 0 | 0 | 13 | 0    | +13 | 9    |
| الإمارات العربية المتحدة | 3   | 2 | 0 | 1 | 8  | 3    | +5  | 6    |
| باكستان                  | 3   | 0 | 1 | 2 | 0  | 4    | −4  | 1    |
| سريلانكا                 | 3   | 0 | 1 | 2 | 0  | 14   | −14 | 1    |

| إيران | 8–0   | سريلانكا |
| --- | ----- | -------- |
| رضا كريمي 13'، 25' · فتح الله درزي 30' · رضا شكاري 37' · رضا دهقاني 41' · نيما مختاري 67'، 85' · علي خدادادي 68' | تقرير |          |

| الإمارات العربية المتحدة             | 2–0   | باكستان |
| ------------------------------------ | ----- | ------- |
| فيصل المطروشي 68' · عيسى العتيبة 88' | تقرير |         |

| باكستان | 0–2   | إيران                           |
| ------- | ----- | ------------------------------- |
|         | تقرير | نيما مختاري 30' · محمد شمسي 78' |

| سريلانكا | 0–6   | الإمارات العربية المتحدة                                                    |
| -------- | ----- | --------------------------------------------------------------------------- |
|          | تقرير | عيسى العتيبة 2' (ركلة.) · عبد الله يادو 7'، 66' · أحمد النقبي 23'، 35'، 59' |

| إيران                                  | 3–0   | الإمارات العربية المتحدة |
| -------------------------------------- | ----- | ------------------------ |
| رضا شكاري 30' · نيما مختاري 45+1'، 47' | تقرير |                          |

| باكستان | 0–0   | سريلانكا |
| ------- | ----- | -------- |
|         | تقرير |          |

### المجموعة س
- لعبت المباريات في قيرغيزستان (ت ع م+6).

| فريق      | لعب   | ف     | ت     | خ     | له    | عليه  | ف.أ   | نقاط  |
| --------- | ----- | ----- | ----- | ----- | ----- | ----- | ----- | ----- |
| عمان      | 2     | 1     | 1     | 0     | 7     | 6     | +1    | 4     |
| قطر       | 2     | 1     | 0     | 1     | 7     | 7     | 0     | 3     |
| قرغيزستان | 2     | 0     | 1     | 1     | 6     | 7     | −1    | 1     |
| بنغلاديش  | انسحب | انسحب | انسحب | انسحب | انسحب | انسحب | انسحب | انسحب |

| عمان                                      | 3–3   | قرغيزستان                                                           |
| ----------------------------------------- | ----- | ------------------------------------------------------------------- |
| يزيد السيابي 10'، 76' · صلاح اليحيائي 72' | تقرير | ألماز إبراهيموف 31' · إرنيست باتيركانوف 35' · أيدار مامبيتالييف 89' |

| قرغيزستان                                                                   | 3–4   | قطر                                                               |
| --------------------------------------------------------------------------- | ----- | ----------------------------------------------------------------- |
| ألماز إبراهيموف 34' (ركلة.) · خالد الهتمي 54' (ه.ذ.) · قادربيك شاربيكوف 87' | تقرير | فهد الصوري 5' · أحمد المغيصيب 15' (ركلة.) · حسن بالانغ 31'، 90+1' |

| عمان                                           | 4–3   | قطر                                                    |
| ---------------------------------------------- | ----- | ------------------------------------------------------ |
| يزيد السيابي 33'، 79'، 86' · صلاح اليحيائي 82' | تقرير | محمد شيبان 55' · عيسى قادري 90+4' · خالد النعيمي 90+5' |

### المجموعة ص
- لعبت المباريات في هونغ كونغ (ت ع م+8).

| فريق           | لعب | ف | ت | خ | له | عليه | ف.أ | نقاط |
| -------------- | --- | - | - | - | -- | ---- | --- | ---- |
| أستراليا       | 4   | 4 | 0 | 0 | 26 | 2    | +24 | 12   |
| هونغ كونغ      | 4   | 3 | 0 | 1 | 12 | 4    | +8  | 9    |
| سنغافورة       | 4   | 2 | 0 | 2 | 14 | 8    | +6  | 6    |
| تايبيه الصينية | 4   | 1 | 0 | 3 | 7  | 13   | −6  | 3    |
| ماكاو          | 4   | 0 | 0 | 4 | 1  | 33   | −32 | 0    |

| ماكاو                                                                                 | 0–5   | تايبيه الصينية |
| ------------------------------------------------------------------------------------- | ----- | -------------- |
| يو تشيا-هوانغ 9'، 62' · تسو يو-تشيه 11' · هوانغ جيون-وون 33' · لان هاو-يو 41' (ركلة.) | تقرير |                |

| هونغ كونغ                                           | 4–1   | سنغافورة                      |
| --------------------------------------------------- | ----- | ----------------------------- |
| ماثيو هو 2'، 55' · يو واي ليم 27' · هو تشيك هين 29' | تقرير | محمد ذو القرنين بن سليمان 74' |

| ماكاو | 0–5   | هونغ كونغ                                                   |
| ----- | ----- | ----------------------------------------------------------- |
|       | تقرير | تشينغ تشين لونغ 24'، 81' · جوردان لام 42'، 74' (ركلة.)، 80' |

| تايبيه الصينية | 0–7   | أستراليا                                                                                          |
| -------------- | ----- | ------------------------------------------------------------------------------------------------- |
|                | تقرير | نيكولاس بانيتا 20' · جاكسون بانديرا 23'، 39'، 61'، 76' · بيري فوتاكوبولوس 31' · جيمي ديميتروف 35' |

| أستراليا | 14–1  | ماكاو             |
| --- | ----- | ----------------- |
| جمال راينرز 4'، 51' · نيكولاس داغوستينو 5'، 31' (ركلة.) · تشارلي ديفريو 15' · تومي ستوكز 17' · كايو دي غودوي 19'، 43' · كوستا بتراتوس 22'، 82' · داني كيم 63' · غيان ميندز 70' · جوي كاليتي 76' · دانييل ماسكين 90+1' | تقرير | فونغ تشاك مان 56' |

| سنغافورة                                                  | 3–1   | تايبيه الصينية     |
| --------------------------------------------------------- | ----- | ------------------ |
| محمد هامي شاهين بن سعيد 5'، 42' (ركلة.) · أمير الحكيم 62' | تقرير | هوانغ جيون-وون 68' |

| سنغافورة | 9–0   | ماكاو |
| --- | ----- | ----- |
| محمد ذو القرنين بن سليمان 3'، 18' (ركلة.) · هيكل باشيا أنوغراه 25' · رويستون تان جيا جي 28'، 34'، 38' · براكاش نانتاكومار 45' · محمد شكري بن محمد بشير 54'، 61' | تقرير |       |

| هونغ كونغ | 0–2   | أستراليا                              |
| --------- | ----- | ------------------------------------- |
|           | تقرير | نيكولاس داغوستينو 33' · جيك بريمر 39' |

| أستراليا                                                            | 3–1   | سنغافورة               |
| ------------------------------------------------------------------- | ----- | ---------------------- |
| تشارلي ديفريو 13' · نيكولاس بانيتا 16' · جاكسون بانديرا 52' (ركلة.) | تقرير | هيكل باشيا أنوغراه 39' |

| تايبيه الصينية    | 1–3   | هونغ كونغ                                          |
| ----------------- | ----- | -------------------------------------------------- |
| هسيه تشون-بينغ 5' | تقرير | ماثيو هو 20' · تشينغ تشون يين 43' · جوردان لام 52' |

### المجموعة ط
- لعبت المباريات في لاوس (ت ع م+7).

| فريق           | لعب | ف | ت | خ | له | عليه | ف.أ | نقاط |
| -------------- | --- | - | - | - | -- | ---- | --- | ---- |
| ماليزيا        | 4   | 3 | 1 | 0 | 24 | 1    | +23 | 10   |
| كوريا الجنوبية | 4   | 3 | 0 | 1 | 26 | 3    | +23 | 9    |
| لاوس           | 4   | 2 | 1 | 1 | 14 | 5    | +9  | 7    |
| بروناي         | 4   | 1 | 0 | 3 | 4  | 21   | −17 | 3    |
| غوام           | 4   | 0 | 0 | 4 | 1  | 39   | −38 | 0    |

| بروناي                                                          | 4–1   | غوام            |
| --------------------------------------------------------------- | ----- | --------------- |
| ناظر الدين بن حجي إسماعيل 16' · محمد شهمي بن راشد 38'، 42'، 73' | تقرير | ماكيل بنيتو 27' |

| ماليزيا                | 1–1   | لاوس                    |
| ---------------------- | ----- | ----------------------- |
| أحمد إخوان بن حافظ 80' | تقرير | سينتانونغ فانفونغسا 88' |

| بروناي | 0–8   | ماليزيا |
| ------ | ----- | --- |
|        | تقرير | محمد نجم الدين بن سامات 4' · محمد إيشيرا أسمين 35' (ه.ذ.) · محمد شاهرول أكمل 40' · كوغيلسرواران راج موهانا راج 44'، 85' · محمد شاميرول رازمي 65' · محمد أميرول أشرف 73' · نجيب بن عبد الله 90+2' |

| غوام | 0–13  | كوريا الجنوبية |
| ---- | ----- | --- |
|      | تقرير | جو سانغ-هيون 3'، 66'، 90+2' · بارك ميونغ-سو 11' · لي سانغ-هيون 24' · لي يون-غيو 33'، 49'، 85' · كانغ سانغ-هي 37'، 45' · لي يون-غيون 40' · يو جو-أن 54' · كيم هو 81' |

| كوريا الجنوبية                                                                                                  | 9–0   | بروناي |
| --- | ----- | ------ |
| يوك غيون-هيوك 8'، 77'، 89' · لي هيونغ-كيونغ 26'، 43'، 90+1' · يو جوان 37' · بارك داي-وون 50' · جانغ غيول-هي 73' | تقرير |        |

| لاوس | 9–0   | غوام |
| --- | ----- | ---- |
| لايتايا سيسونغكام 13' · سينتانونغ فانفونغسا 21'، 52' · هاتسادي كيوهيوانغسي 28'، 65'، 69'، 74' · لاتاساي لونلاسي 50' · مايتي 78' | تقرير |      |

| ماليزيا                                              | 2–0   | كوريا الجنوبية |
| ---------------------------------------------------- | ----- | -------------- |
| محمد نجم الدين بن سامات 45+1' · محمد أميرول أشرف 61' | تقرير |                |

| لاوس                                                          | 3–0   | بروناي |
| ------------------------------------------------------------- | ----- | ------ |
| أفيساي تاناكانتي 24' · سوليفان نيفون 36' · سالات فيلايفان 84' | تقرير |        |

| غوام | 0–13  | ماليزيا |
| ---- | ----- | --- |
|      | تقرير | محمد شاهرول أكمل عدنان 6' · محمد نجم الدين بن سامات 9'، 16'، 48' · أحمد فردوس بن إسماعيل 14'، 68' · نجيب بن عبد الله 22'، 23'، 63' · كوغيلسرواران راج موهانا راج 57' (ركلة.) · أبانغ نور أفيرمان 78'، 80'، 90+1' |

| كوريا الجنوبية                | 4–1   | لاوس                    |
| ----------------------------- | ----- | ----------------------- |
| لي سيونغ-وو 2'، 18'، 34'، 75' | تقرير | لايتايا سيسونغكام 90+3' |

### المجموعة ع
- لعبت المباريات في الصين (ت ع م+8).

| فريق                 | لعب | ف | ت | خ | له | عليه | ف.أ | نقاط |
| -------------------- | --- | - | - | - | -- | ---- | --- | ---- |
| كوريا الشمالية       | 3   | 2 | 1 | 0 | 21 | 0    | +21 | 7    |
| الصين                | 3   | 2 | 1 | 0 | 16 | 1    | +15 | 7    |
| ميانمار              | 3   | 1 | 0 | 2 | 6  | 5    | +1  | 3    |
| جزر ماريانا الشمالية | 3   | 0 | 0 | 3 | 0  | 37   | −37 | 0    |

| كوريا الشمالية                               | 3–0   | ميانمار |
| -------------------------------------------- | ----- | ------- |
| جونغ تشانغ-بوم 62'، 72' · هان كوانغ-سونغ 70' | تقرير |         |

| الصين | 14–0  | جزر ماريانا الشمالية |
| --- | ----- | -------------------- |
| جانغ هواتشين 4' (ركلة.)، 39'، 69' · دوان ليويو 6'، 11'، 38' · نيي مينغ 16' · ليو روفان 29'، 45+2'، 58' · غونغ تشونجيي 61' · جو شينغجي 64' · لين زيفينغ 77' · شيي جيوي 82' | تقرير |                      |

| جزر ماريانا الشمالية | 0–18  | كوريا الشمالية |
| -------------------- | ----- | --- |
|                      | تقرير | جونغ تشانغ-بوم 3'، 20'، 55'، 67' · كيم يي-بوم 4'، 10'، 28'، 51' · هان كوانغ-سونغ 6' · يون جون-هيوك 24'، 45'، 45+2'، 69' · أو تشونغ-غوك 26'، 72' · تشوي جين-نام 75'، 76' · كيم جين-هيوك 90+3' |

| ميانمار    | 1–2   | الصين                          |
| ---------- | ----- | ------------------------------ |
| شوي كو 61' | تقرير | ليو روفان 22' · دوان ليويو 79' |

| ميانمار                                                                                | 5–0   | جزر ماريانا الشمالية |
| -------------------------------------------------------------------------------------- | ----- | -------------------- |
| سوي موي تون 37' · كياو زين أو 45+1' (ركلة.) · زوي تيت باينغ 51'، 76' · سان تو أونغ 61' | تقرير |                      |

| الصين | 0–0   | كوريا الشمالية |
| ----- | ----- | -------------- |
|       | تقرير |                |

### المجموعة ف
- لعبت المباريات في ماليزيا (ت ع م+8).

| فريق      | لعب | ف | ت | خ | له | عليه | ف.أ | نقاط |
| --------- | --- | - | - | - | -- | ---- | --- | ---- |
| اليابان   | 3   | 3 | 0 | 0 | 14 | 1    | +13 | 9    |
| فيتنام    | 3   | 2 | 0 | 1 | 6  | 3    | +3  | 6    |
| إندونيسيا | 3   | 0 | 1 | 2 | 1  | 5    | −4  | 1    |
| الفلبين   | 3   | 0 | 1 | 2 | 0  | 12   | −12 | 1    |

| اليابان | 9–0   | الفلبين |
| --- | ----- | ------- |
| يوتو أكاما 33'، 40'، 45'، 48'، 81' · فوميا سوغيورا 37' · جون كاتو 57' · تاييو كوغا 67' · توشيكي أونوزاوا 86' | تقرير |         |

| إندونيسيا  | 1–2   | فيتنام                         |
| ---------- | ----- | ------------------------------ |
| ريانتو 89' | تقرير | فام ترونغ هوا 10' (ركلة.)، 82' |

| فيتنام                 | 1–2   | اليابان                                      |
| ---------------------- | ----- | -------------------------------------------- |
| فام ترونغ هوا قالب:خدف | تقرير | أوسامو هنري إيوها 33' · واكابا شيموغوتشي 86' |

| الفلبين | 0–0   | إندونيسيا |
| ------- | ----- | --------- |
|         | تقرير |           |

| اليابان                               | 3–0   | إندونيسيا |
| ------------------------------------- | ----- | --------- |
| يو واتانابه 52' · ريتسو دوان 61'، 67' | تقرير |           |

| فيتنام                                                 | 3–0   | الفلبين |
| ------------------------------------------------------ | ----- | ------- |
| لي تيين آن 28' · نغويين فان هوي 68' · هوانغ تي تاي 90' | تقرير |         |

## ترتيب الفرق الحاصلة على المركز الثاني
من أجل ضمان المساواة عند المقارنة بين فرق الوصافة من كل المجموعات، تم حذف نتائج المباريات بين الفريق الوصيف والفريق صاحب المركز الأخير (للمجموعات ج، ود، ور، وع، وف التي تتألف من أربعة فرق) أو فريقي القاع (للمجموعات أ وب وط التي تتألف من أربعة فرق) بسبب احتواء المجموعتين ب وس على ثلاث فرق مشاركة في التصفيات.
تم تحديد أفضل فرق احتلت المركز الثاني كالتالي:
1. أكبر عدد من النقاط التي تم إحرازها في مباريات المجموعة
2. فارق الأهداف الناتج عن مباريات المجموعة
3. أكبر عدد من الأهداف المسجلة في مباريات المجموعة
4. أقل عدد من النقاط المحتسبة وفقاً لعدد البطاقات الصفراء والحمراء التي تلقاها الفريق في مباريات المجموعة
5. سحب القرعة.

| مجموعة | فريق                     | لعب | ف | ت | خ | له | عليه | ف.أ | نقاط |
| ------ | ------------------------ | --- | - | - | - | -- | ---- | --- | ---- |
| د      | سوريا                    | 2   | 1 | 1 | 0 | 3  | 0    | +3  | 4    |
| ع      | الصين                    | 2   | 1 | 1 | 0 | 2  | 1    | +1  | 4    |
| ص      | هونغ كونغ                | 2   | 1 | 0 | 1 | 4  | 3    | +1  | 3    |
| ط      | كوريا الجنوبية           | 2   | 1 | 0 | 1 | 4  | 3    | +1  | 3    |
| س      | قطر                      | 2   | 1 | 0 | 1 | 7  | 7    | 0   | 3    |
| ف      | فيتنام                   | 2   | 1 | 0 | 1 | 3  | 3    | 0   | 3    |
| ر      | الإمارات العربية المتحدة | 2   | 1 | 0 | 1 | 2  | 3    | −1  | 3    |
| ج      | البحرين                  | 2   | 1 | 0 | 1 | 2  | 3    | −1  | 3    |
| ب      | اليمن                    | 2   | 1 | 0 | 1 | 3  | 5    | −2  | 3    |
| أ      | طاجيكستان                | 2   | 0 | 1 | 1 | 2  | 3    | −1  | 1    |

## المنتخبات المتأهلة
- أستراليا
- الصين
- هونغ كونغ
- إيران
- اليابان
- الكويت
- ماليزيا
- نيبال
- كوريا الشمالية
- عمان
- قطر
- السعودية
- كوريا الجنوبية
- سوريا
- تايلاند (المضيف)
- أوزبكستان

## روابط خارجية
- بطولة آسيا تحت 16 سنة لكرة القدم، the-AFC.com